# Elk Garden
Elk Garden – miasto w Stanach Zjednoczonych, w stanie Wirginia Zachodnia, w hrabstwie Mineral.